# Ерін Каммінгс
Е́рін Лін Ка́ммінгс (англ. Erin Lynn Cummings) — американська акторка та продюсер. Дебютувала у фільмі «Зоряний шлях: Ентерпрайз», «Усі жінки відьми», «Зухвалі та красиві», «Мертва справа», та «Ляльковий дім».

## Життєпис
Ерін Лін Каммінґз народилася у Гантсвіллі, штат Техас у сім'ї військового. Закінчила школу в Гантсвіллі, потім — Університет Північного Техасу, факультет журналістики. Ерін Каммінґз навчалась у всесвітньо відомій Лондонській академії музичного та драматичного мистецтва. 

## Кар'єра
У акторки великий театральний досвід, серед її ролей — Леді Макбет в постановці «Макбет» і королева Гертруда в «Гамлеті». Ерін Каммінґз грала в постановках аматорського театру Далласа, коли її помітили шукачі талантів з Лос-Анджелеса. Туди акторка і перебралася після закінчення університету. Ерін на ТВ знімалася в серіалах «Клуб ляльок», «Частини тіла», «Мертва справа», «Бухта Данте», «Зоряний шлях: Ентерпрайз», «Зухвалі і красиві», «Пристрасті». Однією з Ерін ролей є роль Сури у телесеріалі Спартак: Кров і пісок, тут вона грає дружину Спартака. У «Зачарованих» знялася в ролі другого «я» Роуз Макґован. 
Ерін виступала продюсером картин Not Well (2015) та «Завтра - це вчора» (2006).

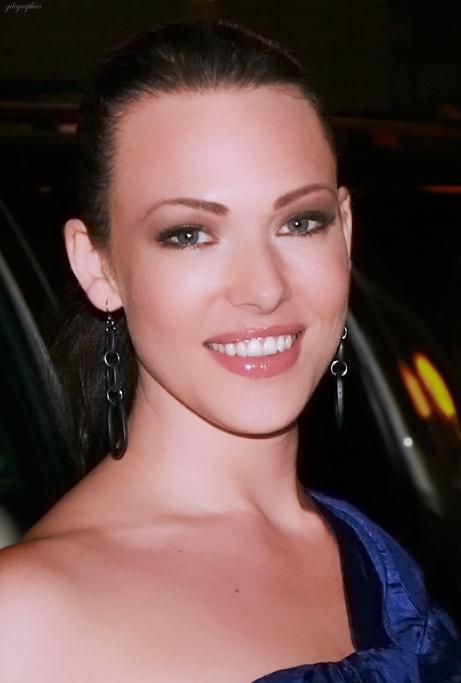
2009 рік

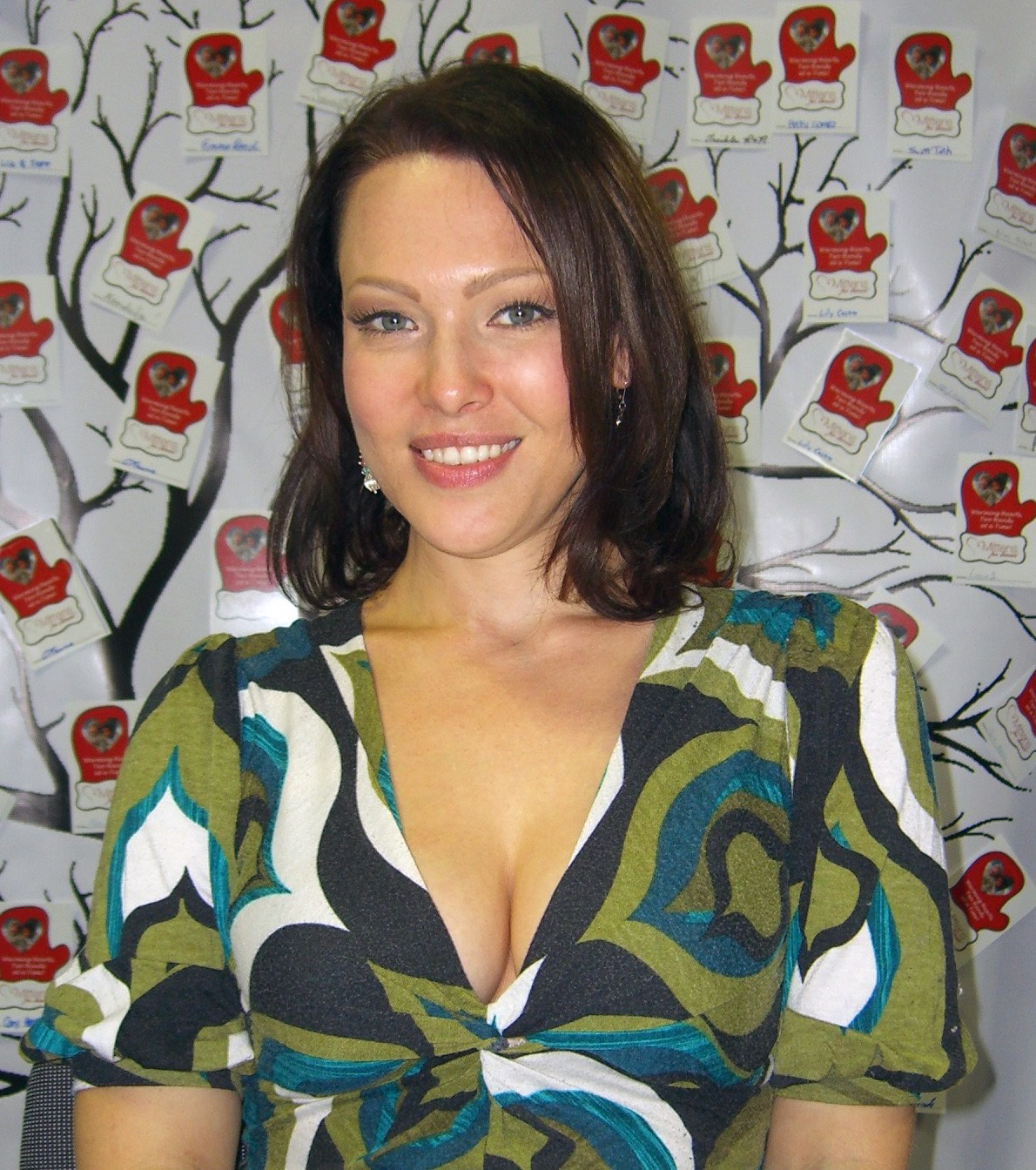
2011 рік

## Фільмографія
Станом на  27.09.2020

| Рік       |    | Українська назва                     | Оригінальна назва                | Роль                                          |
| --------- | -- | ------------------------------------ | -------------------------------- | --------------------------------------------- |
|           | ф  | передпродакшн                        | The Baby Pact                    | Робін Пайл                                    |
| 2020      | с  | Люцифер                              | Lucifer                          | Менді (1 епізод)                              |
| 2020      | ф  | Мистецтво мови                       | Language Arts                    | Ріта                                          |
| 2020      | с  |                                      | 9-1-1: Lone Star                 | Тері (1 епізод)                               |
| 2019—2020 | с  | Династія                             | Dynasty                          | Окружний прокурор Еріка Браун (2 епізоди)     |
| 2019      | с  |                                      | All Rise                         | Детектив Джекі Лейланд (2 епізоди)            |
| 2019      | с  | NCIS: Полювання на вбивць            | NCIS                             | Майор морської піхоти Еллен Воллес (1 епізод) |
| 2018      | с  | Флеш                                 | The Flash                        | Ванесса Дженсен / Блок (1 епізод)             |
| 2017      | с  | Чорний список                        | The Blacklist                    | Келхун (1 епізод)                             |
| 2017      | ф  | Горе-творець                         | The Disaster Artist              | Гостя                                         |
| 2016      | с  | Погодуй Чудовисько                   | Feed the Beast                   | Маріса Галло (1 епізод)                       |
| 2016      | ф  | Останнє слово Джонні Франка Гарретта | Johnny Frank Garrett's Last Word | Лара Редман                                   |
| 2016      | с  | Блакитна кров                        | Blue Bloods                      | Лорі Д'Анджело (1 епізод)                     |
| 2016      | с  | Мейдофф (мінісеріал)                 | Madoff                           | Елеонор Сквілларі (4 епізоди)                 |
| 2015      | с  | Клуб дружин астронавтів              | The Astronaut Wives Club         | Мардж Слейтон (10 епізодів)                   |
| 2015      | с  | Зупинись і гори                      | Halt and Catch Fire              | Джулз Даффі (2 епізоди)                       |
| 2015      | ф  |                                      | Weepah Way for Now               | Сьюзан                                        |
| 2015      | кф |                                      | The Listing                      | Еверлі                                        |
| 2014      | с  | Майстри сексу                        | Masters of Sex                   | Кітті (1 епізод)                              |
| 2014      | ф  |                                      | The Living                       | Доріс                                         |
| 2014      | ф  | Закон Зарри                          | Zarra's Law                      | Крістал                                       |
| 2014      | ф  |                                      | Late Phases                      | Енн                                           |
| 2013      | ф  |                                      | Cold Comes the Night             | Ембер                                         |
| 2013      | с  | Незабутнє                            | Unforgettable                    | Ева Стіл (1 епізод)                           |
| 2013      | с  | Всередині Емі Шумер                  | Inside Amy Schumer               | Ділан (1 епізод)                              |
| 2013      | с  | Криміналісти: мислити як злочинець   | Criminal Minds                   | Емма Черчіль (1 епізод)                       |
| 2012      | с  | Зроблено в Джерсі                    | Made in Jersey                   | Бонні Гарретті (8 епізодів)                   |
| 2012      | ф  | Крижаний                             | The Iceman                       | Еллен                                         |
| 2012      | с  | Особливо тяжкі злочини               | Major Crimes                     | Д-р Леслі Нолан (1 епізод)                    |
| 2012      | с  | Загальне право                       | Common Law                       | Агент Керрі Д'Аміко (1 епізод)                |
| 2012      | с  | Канати                               | The Ropes                        | Стейсі (2 епізоди)                            |
| 2011—2012 | с  | Пан Амерікан                         | Pan Am                           | Дженні Седдлер (3 епізоди)                    |
| 2011      | кф | Плід праці                           | Fruit of Labor                   | Ева                                           |
| 2011      | вг |                                      | Infamous 2: Festival of Blood    | Кіт (голос)                                   |
| 2011      | вг |                                      | inFamous 2                       | Кіт (голос)                                   |
| 2010—2011 | с  | Детройт 1-8-7                        | Detroit 1-8-7                    | Д-р Еббі Ворд (18 епізоди)                    |
| 2011      | кф | Дарла                                | Darla                            | Стейсі Джонсон                                |
| 2010      | с  | Божевільні                           | Mad Men                          | Кендейс (2 епізоди)                           |
| 2010      | с  | Спартак: Кров та пісок               | Spartacus: Blood and Sand        | Сура (7 епізодів)                             |
| 2010      | ф  |                                      | Scorpio Men on Prozac            | Енн                                           |
| 2009      | ф  |                                      | The Anniversary                  | Ева                                           |
| 2009      | с  | Частини тіла                         | Nip/Tuck                         | Джессі (1 епізод)                             |
| 2009      | ф  | Ляпас                                | Bitch Slap                       | Гель                                          |
| 2009      | ф  | Темний будинок                       | Dark House                       | Пола                                          |
| 2009      | с  | Клуб ляльок                          | Dollhouse                        | прислуга (3 епізоди)                          |
| 2008      | с  | Мертва справа                        | Cold Case                        | Ріта Флінн (1 епізод)                         |
| 2008      | ф  |                                      | Oh Baby!                         | Керолайн                                      |
| 2008      | ф  |                                      | Welcome Home, Roscoe Jenkins     | Саллі                                         |
| 2007      | с  | Зухвалі і красиві                    | The Bold and the Beautiful       | Енн Ллойд (2 епізоди)                         |
| 2007      | ф  | Нове завтра                          | A New Tomorrow                   | Мадонна                                       |
| 2007      | ф  |                                      | Rolling                          | Лекса                                         |
| 2006      | с  | Могила Данте                         | Dante's Cove                     | Мішель (5 епізодів)                           |
| 2006      | кф |                                      | After Midnight: Life Behind Bars | Крістал                                       |
| 2006      | кф |                                      | Tomorrow's Yesterday             | Дженіс                                        |
| 2006      | с  | Усі жінки — відьми                   | Charmed                          | Патра (1 епізод)                              |
| 2005      | с  |                                      | Threshold                        | Джен (1 епізод)                               |
| 2005      | с  | Пристрасті                           | Passions                         | Жінка в придорожній закусочній (1 епізод)     |
| 2004      | кф |                                      | Golf Cart Driving School         | Death By Golf Cart — Dog Walker               |
| 2004      | кф |                                      | Hollywood the Hard Way           | Торі Велш                                     |
| 2003      | с  | Зоряний шлях: Ентерпрайз             | Star Trek: Enterprise            | проститутка (1 епізод)                        |
| 2003      | кф | Аналітики                            | The Analysts                     | Ноель                                         |